# Сеченов (лунный кратер)
Кратер Сеченов (лат. Sechenov) — крупный древний ударный кратер в экваториальной области обратной стороны Луны. Название присвоено в честь русского физиолога Ивана Михайловича Сеченова (1829—1905)  и утверждено Международным астрономическим союзом в 1970 г. Образование кратера относится к нектарскому периоду.

## Описание кратера

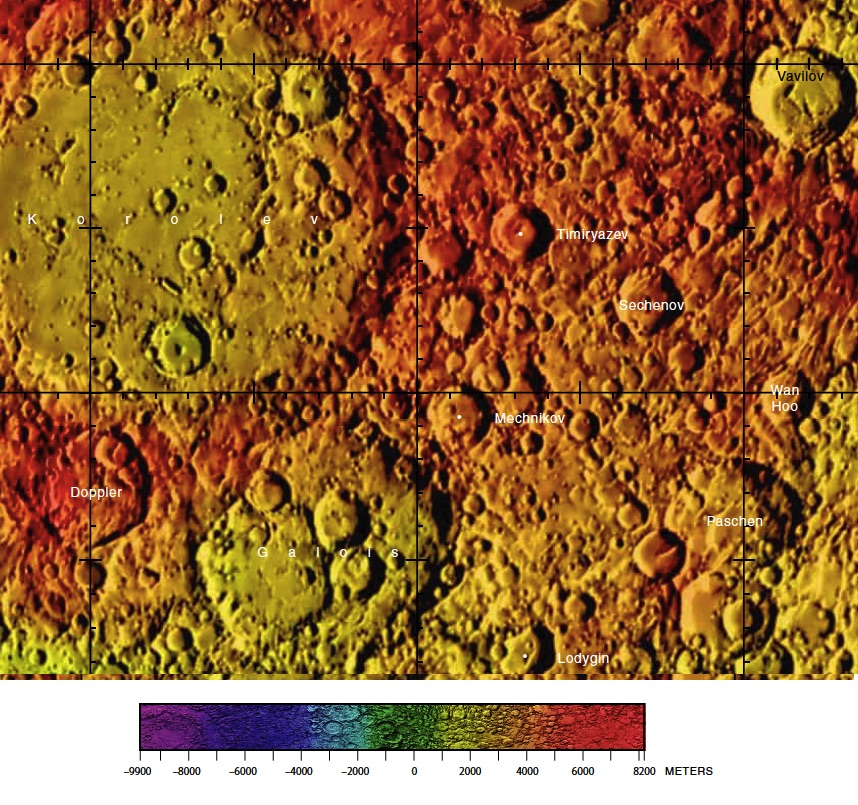
Окрестности кратера Сеченов. Фрагмент карты обратной стороны Луны.

Ближайшими соседями кратера являются кратер Тимирязев на западе-северо-западе; кратер Вавилов на северо-востоке; кратер Ван-Гу на юго-востоке; кратер Пашен на юге-юго-востоке и кратер Мечников на юго-западе. Селенографические координаты центра кратера 6°58′ ю. ш. 143°05′ з. д. / 6,97° ю. ш. 143,09° з. д., диаметр 63,8 км, глубина 2,7 км.
Кратер Сеченов имеет полигональную форму и значительно разрушен. Вал сглажен и отмечен множеством кратеров различного размера, особенно в северной части. Внутренний склон вала неравномерный по ширине. Дно чаши пересеченное за исключением небольшого ровного участка в северо-восточной части. В центре чаши расположена сдвоенная пара небольших кратеров, ещё один небольшой кратер расположен в восточной части чаши. Севернее кратера Сеченов расположены цепочки кратеров образованных вторичными импактами при формировании кратера Вавилов. Местность вокруг кратера покрыта породами выброшенными при образовании кратера Герцшпрунг расположенного на северо-востоке и, возможно, при образовании бассейна Моря Восточного.

## Сателлитные кратеры

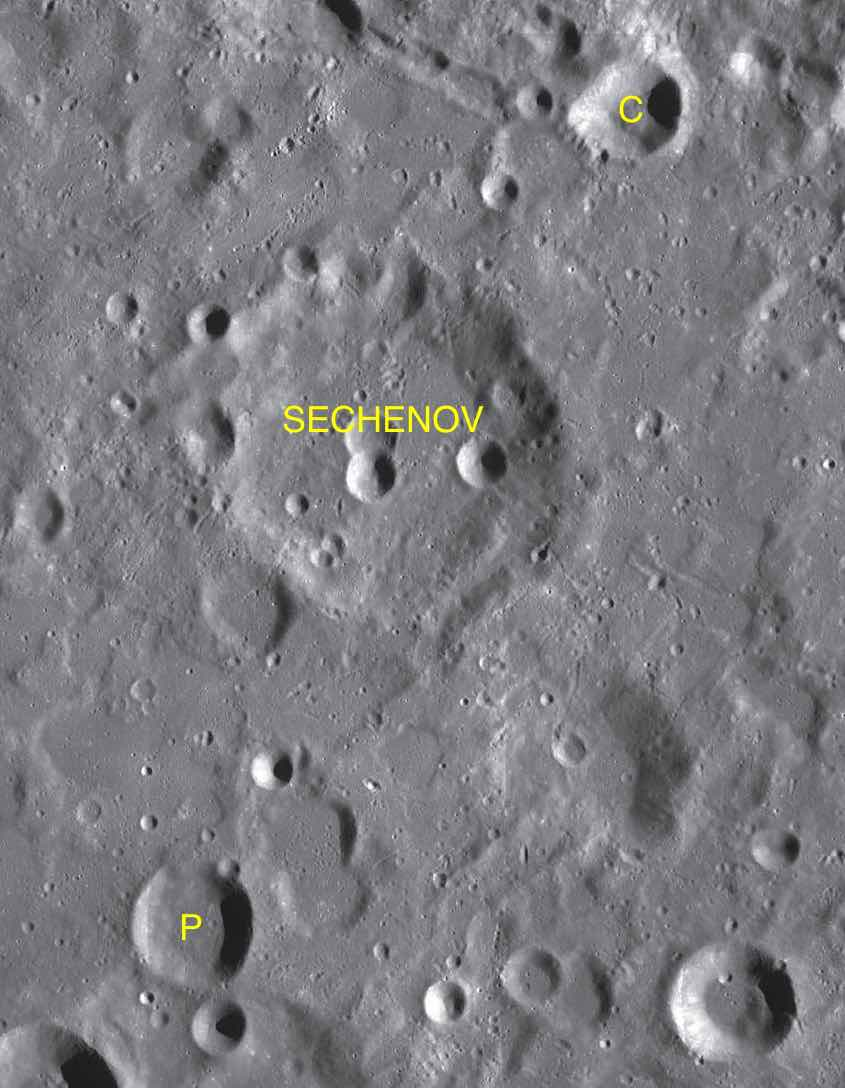
Фрагмент карты LAC-88.

| Сеченов | Координаты                                            | Диаметр, км |
| ------- | ----------------------------------------------------- | ----------- |
| C       | 5°09′ ю. ш. 141°43′ з. д. / 5,15° ю. ш. 141,71° з. д. | 17,3        |
| P       | 9°45′ ю. ш. 144°12′ з. д. / 9,75° ю. ш. 144,2° з. д.  | 21,1        |